# Liste von Söhnen und Töchtern der Stadt Belo Horizonte
Die Liste von Söhnen und Töchtern der Stadt Belo Horizonte zählt Personen auf, die in der brasilianischen Hauptstadt Belo Horizonte des Bundesstaates Minas Gerais geboren wurden und in der deutschsprachigen Wikipedia mit einem Artikel vertreten sind. Die Liste erhebt keinen Anspruch auf Vollständigkeit.

## 20. Jahrhundert

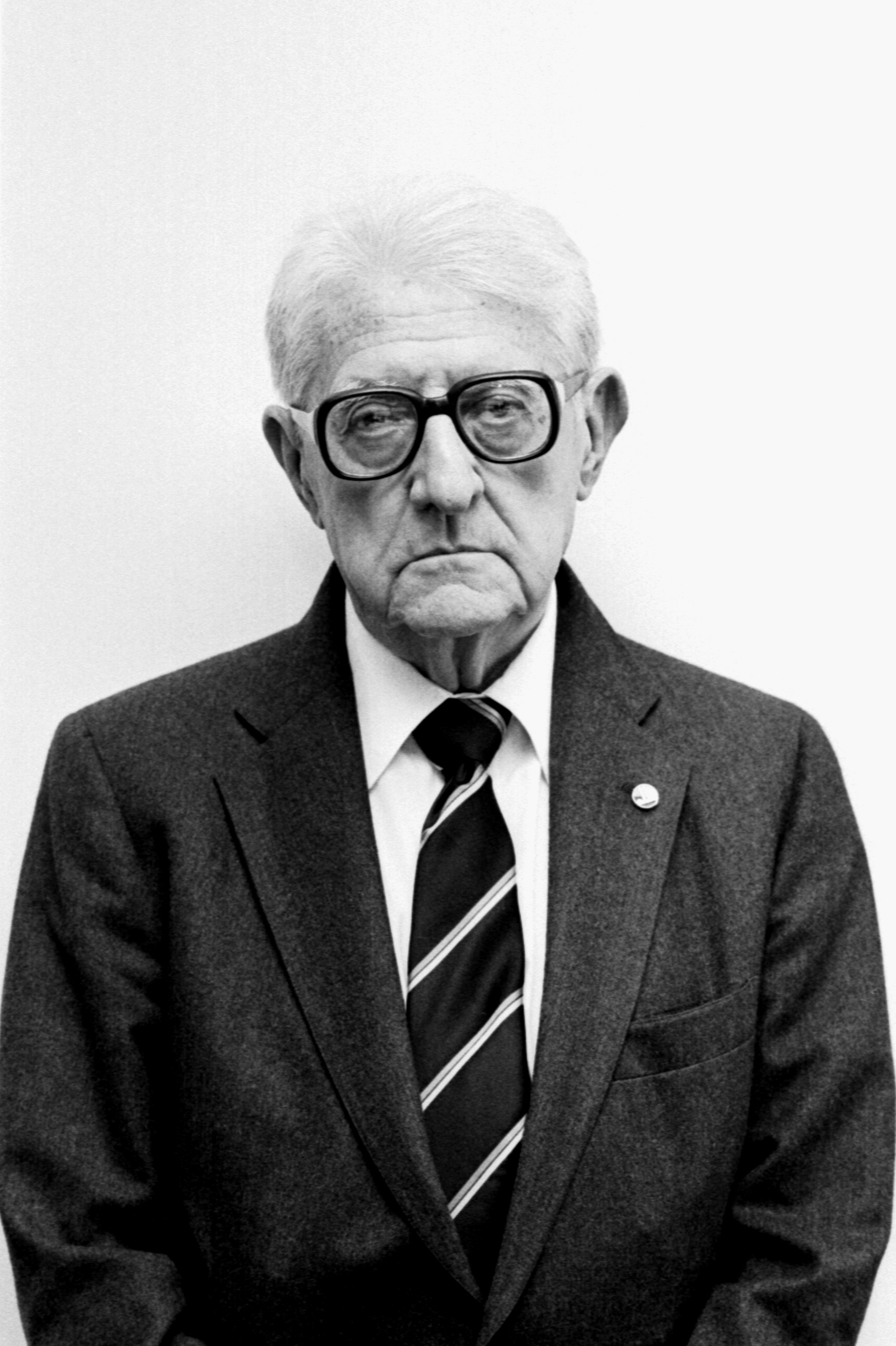
Afonso Arinos de Melo Franco
(1905–1990)

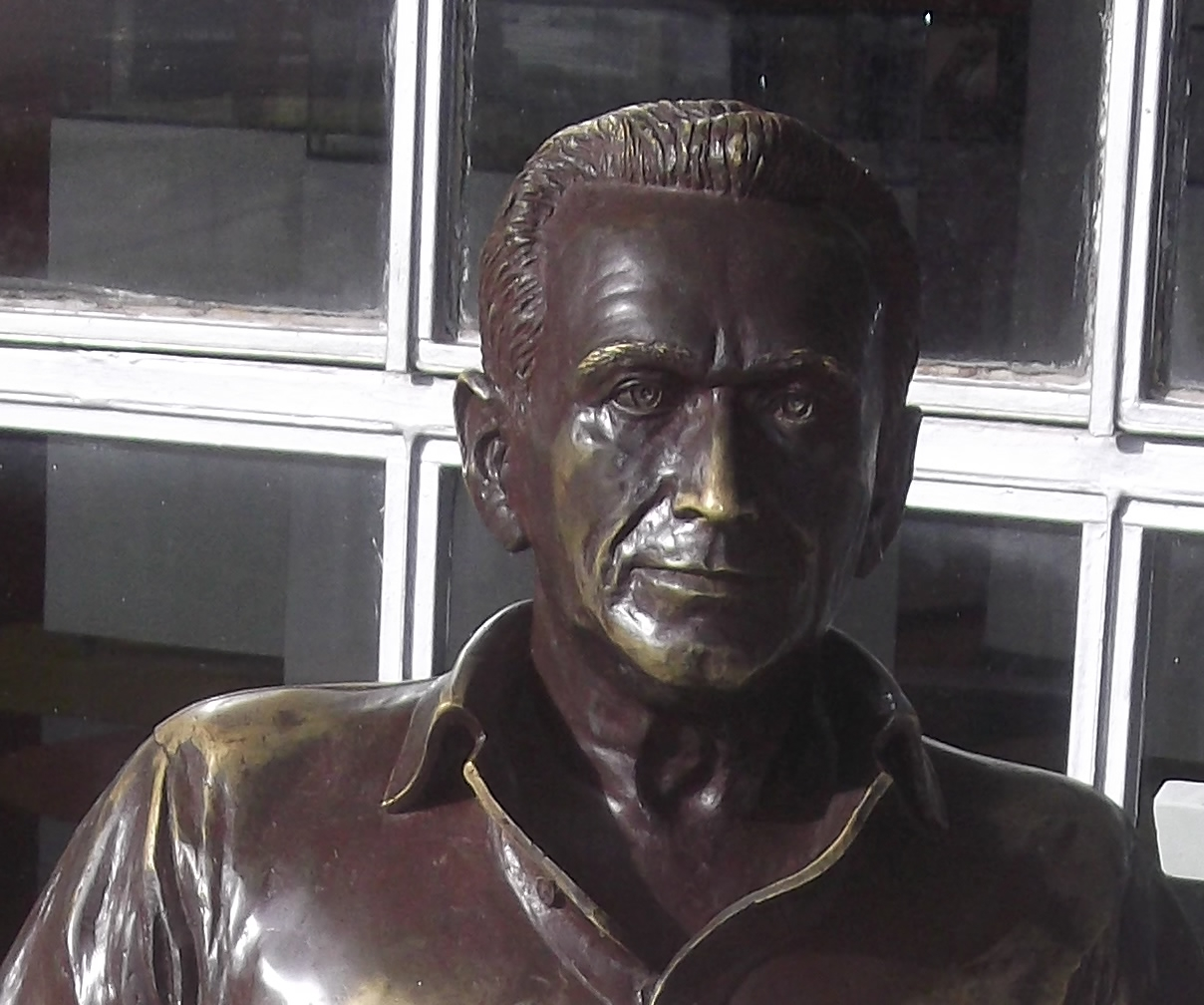
Fernando Sabino
(1923–2004)

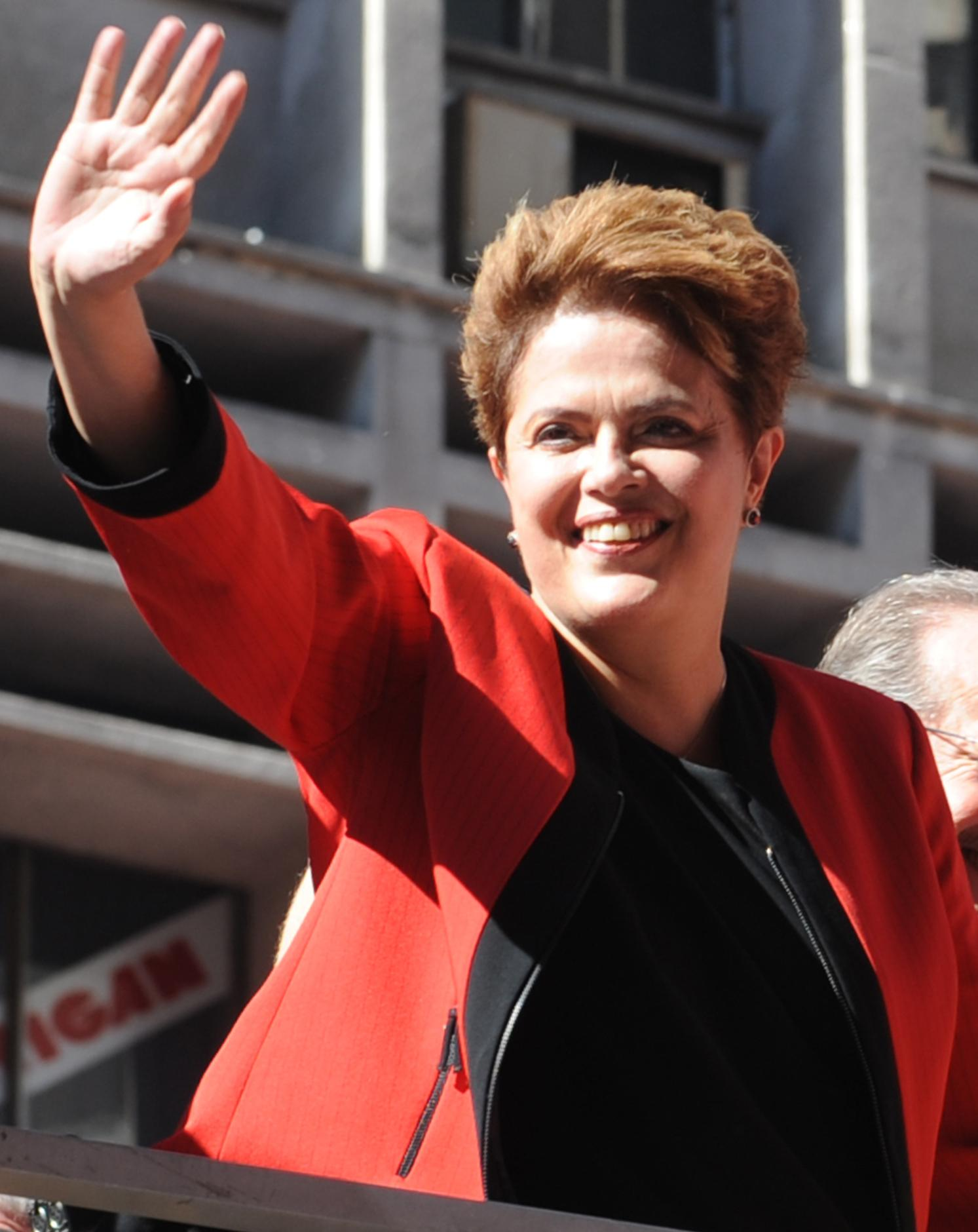
Dilma Rousseff
(* 1947)

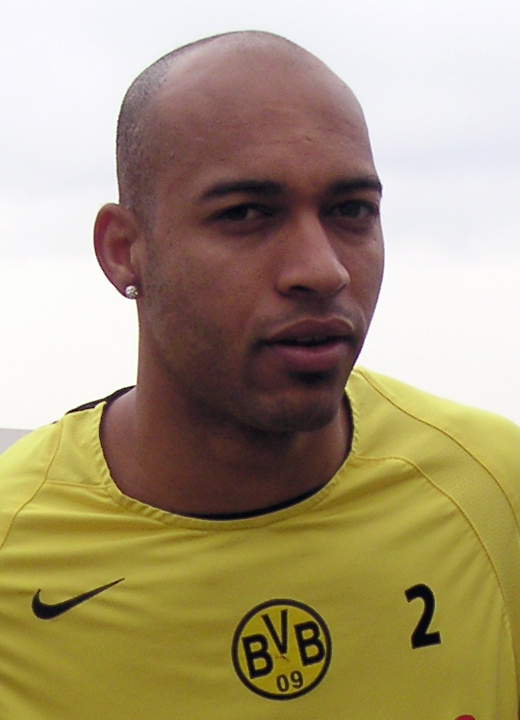
Dedê (* 1978)

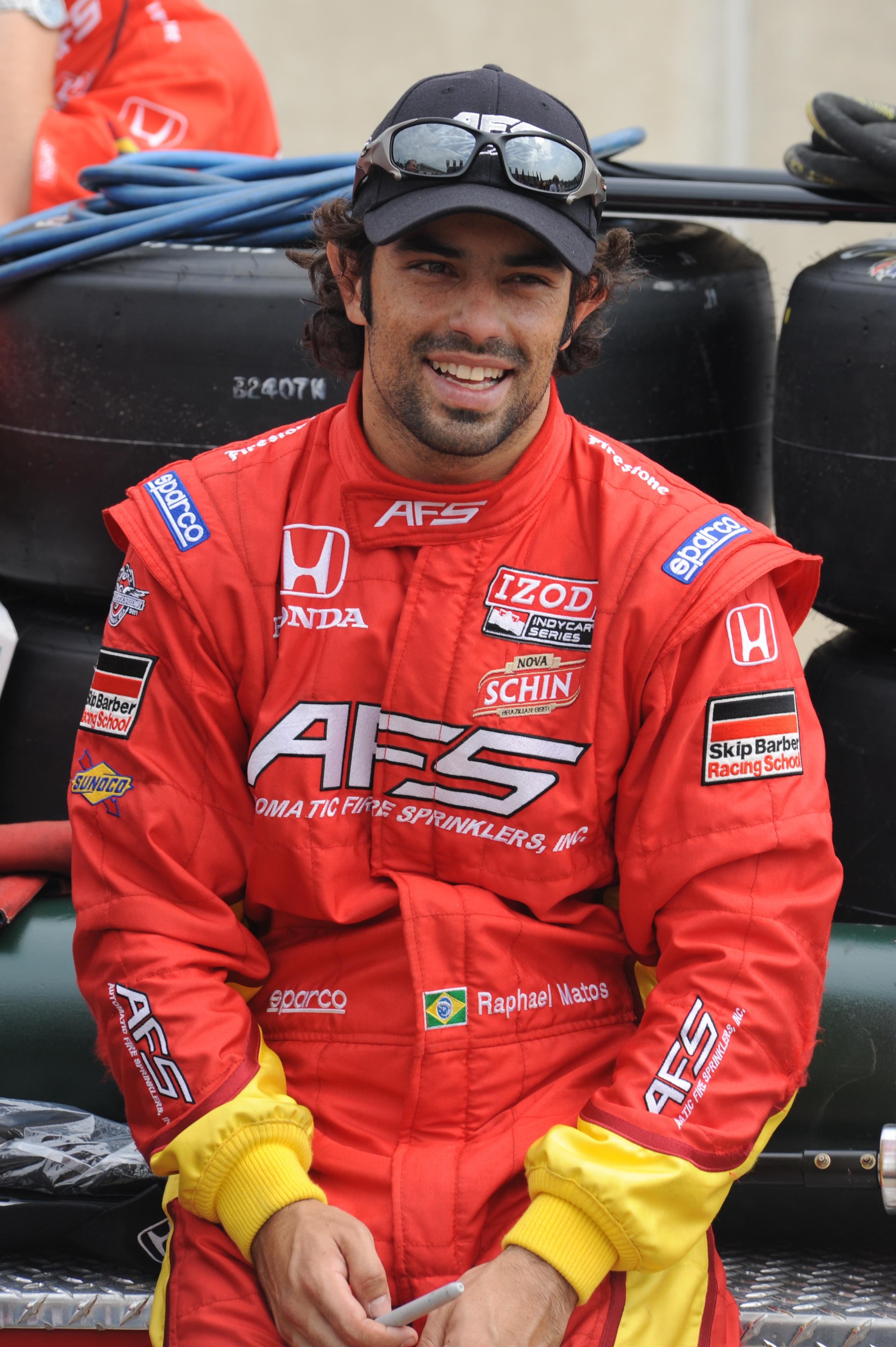
Raphael Matos
(* 1981)

- João Alphonsus (1901–1944), Jurist Journalist und Autor
- Ivan Monteiro de Barros Lins (1904–1975), Essayist und Philosoph
- Afonso Arinos de Melo Franco (1905–1990), Jurist, Politiker und Literat, Außenminister in der Regierung Jânio Quadros
- Geraldo de Proença Sigaud (1909–1999), Erzbischof
- Geraldo Fernandes Bijos (1913–1982), Erzbischof von Londrina
- José Gonçalves da Costa (1914–2001), römisch-katholischer Ordensgeistlicher, Erzbischof von Niterói
- Ifigênio de Freitas Bahiense (1918–1980), Fußballspieler und -trainer
- Bigode (1922–2003), Fußballspieler
- Fernando Sabino (1923–2004), Schriftsteller und Journalist
- Ivo Pitanguy (1926–2016), Mediziner
- Affonso Arinos de Mello Franco (1930–2020), Diplomat
- Arnaldo Ribeiro (1930–2009), Geistlicher und römisch-katholischer Erzbischof von Ribeirão Preto
- Lady Francisco, geb. Leyde Chuquer Volla Borelli Francisco de Bourbon (1935–2019), Schauspielerin
- Nivaldo Ornelas (* 1941), Musiker
- Lotus Lobo (* 1943), Malerin, Zeichnerin und Graveurin
- Antônio Augusto Cançado Trindade (1947–2022), Jurist und Richter am Internationalen Gerichtshof in Den Haag
- Dilma Rousseff (* 1947), Politikerin und vom 1. Januar 2011 bis 31. August 2016 Präsidentin von Brasilien
- Tostão (* 1947), Fußballspieler
- Alex-Dias Ribeiro (* 1948), Automobilrennfahrer
- Toninho Horta (* 1948), Jazz- und Popmusiker
- Roberto Batata (1949–1976), Fußballspieler
- Marco Antônio Diniz Brandão (* 1949), Diplomat
- Palhinha (1950–2023), Fußballspieler
- Paulo Álvares (* 1960), Pianist
- Marcus Mattioli (* 1960), Schwimmer

### 1961 bis 1970
- Andersen Viana (* 1962), Komponist
- André Sant’Anna (* 1964), Schriftsteller, Performer und Drehbuchautor
- Cássio Freitas (* 1965), Radrennfahrer
- Angela Frontera (* 1965), Perkussionistin
- Leonardo Nemer Caldeira Brant (* 1966), Jurist und Richter am Internationalen Gerichtshof
- Joel Maria dos Santos (* 1966), römisch-katholischer Geistlicher, Weihbischof in Belo Horizonte
- Kiko Goifman (* 1968), Multimedia-Künstler und Filmemacher
- Daniel Teixeira (* 1968), Fußballspieler
- Max Cavalera (* 1969), Sänger und Gitarrist
- Guilherme de Pádua (1969–2022), Schauspieler und Mörder
- Paulo Jr. (* 1969), Musiker, langjähriges Mitglied der Thrash-Metal-Band Sepultura
- José Alves dos Santos Júnior (* 1969), Fußballspieler
- Igor Cavalera (* 1970), Schlagzeuger

### 1971 bis 1980
- Enderson Moreira (* 1971), Fußballtrainer
- Cristiano da Matta (* 1973), Automobilrennfahrer
- Evanilson (* 1975), Fußballspieler
- Alex Mineiro (* 1975), Fußballspieler
- Aliéksey Vianna (* 1975), Musiker
- Bruno Junqueira (* 1976), Automobilrennfahrer
- Ana Paula Valadão (* 1976), Sängerin
- Ana Martins Marques (* 1977), Dichterin
- André Sá (* 1977), Tennisspieler
- Dedê (* 1978), Fußballspieler und -trainer
- Lincoln (* 1979), Fußballspieler
- Walewska Oliveira (1979–2023), Volleyballspielerin

### 1981 bis 1990
- Afonso Alves (* 1981), Fußballspieler
- Raphael Matos (* 1981), Automobilrennfahrer
- Davidson de Oliveira Morais (* 1981), Fußballspieler
- Márcio Torres (* 1981), Tennisspieler
- Bruno Soares (* 1982), Tennisspieler
- Fernanda Brandao (* 1983), Sängerin, Tänzerin und Jurorin der achten DSDS-Staffel
- Sheilla Castro (* 1983), Volleyballspielerin
- Marcelo Melo (* 1983), Tennisspieler
- Amanda Ferreira Menezes Sá (* 1983), Volleyballspielerin
- Daniel Rodrigues (* 1986), Rollstuhltennisspieler
- Marlon Ventura Rodrigues (* 1986), Fußballspieler
- Elisson (* 1987), Fußballspieler
- Moisés Lima Magalhães (* 1988), Fußballspieler
- Leonardo Renan Simões de Lacerda, genannt Léo (* 1988), Fußballspieler
- João Simão (* 1988), Pokerspieler
- Heloiza Lacerda Pereira (* 1990), Volleyballspielerin
- Rafael Medeiros (* 1990), Rollstuhltennisspieler

### 1991 bis 2000
- Pedro Bernardi (* 1991), Tennisspieler
- Junior Messias (* 1991), Fußballspieler
- Danilo Soares (* 1991), Fußballspieler
- Ygor Carvalho Vieira (* 1991), Fußballspieler
- Juan (* 1991), Fußballspieler
- Bernard (* 1992), Fußballspieler
- Éber Henrique Ferreira de Bessa (* 1992), Fußballspieler
- Raul Neto (* 1992), Basketballspieler
- Fred (* 1993), Fußballspieler
- Romário Alves (* 1994), Fußballspieler
- Gabriela Guimarães (* 1994), Volleyballspielerin
- Sergio Santos (* 1994), Fußballspieler
- Rafael Silva (* 1994), Schauspieler
- Breno Lopes (* 1996), Fußballspieler
- Lucas Mineiro (* 1996), Fußballspieler
- Matheus Pereira (* 1996), Fußballspieler
- Rafael Pereira (* 1997), Hürdenläufer
- Fernando (* 1999), Fußballspieler
- Miguel Hidalgo (* 2000), Triathlet

## 21. Jahrhundert

### 2001 bis 2010
- Rodrigo (* 2001), Fußballspieler
- Lázaro (* 2002), Fußballspieler
- Arthur (* 2003), Fußballspieler